# Родничок (анатомия)
Родничок (лат. fonticuli) — неокостеневший участок свода черепа, состоящий из остатков перепончатого скелета и соединяющий кости черепа новорождённых. Роднички позволяют деформировать черепной свод, что необходимо при родах, а также для опережающего роста головного мозга.

## Анатомия
Роднички представляют собой остатки перепончатого скелета, позволяющие при родах «сжимать» черепной свод, что облегчает прохождение новорождённого по родовым путям. В процессе окостенения черепа большой родничок обычно полностью закрывается к 12—18 месяцам. Клиновидный и задний роднички закрываются в течение нескольких месяцев после рождения. После закрытия родничков на черепном своде образуются швы.
Череп новорождённого состоит из пяти основных костей: пары лобных, пары теменных и одной затылочной. Эти кости соединены фиброзными швами, позволяющими костям двигаться друг относительно друга, что облегчает процессы родов и роста головного мозга. У человека различают передний (большой) родничок (fonticulus anterior), задний (малый) родничок (fonticulus posterior) и два типа боковых родничков: клиновидный родничок (fonticulus sphenoidalis) и сосцевидный родничок (fonticulus mastoideus).
- Задний родничок находится в месте соединения пары теменных костей с затылочной костью. Этот родничок обычно закрывается в течение одного-двух месяцев после родов в процессе оссификации соединительнотканной мембраны: соединительная ткань превращается в костную.
- Самый крупный, передний родничок находится в месте соединения лобных и теменных костей. Он закрывается лишь к двум годам, однако в случае некоторых заболеваний, например ключично-черепного дизостоза, родничок закрывается поздно или вообще не закрывается.
- Боковые роднички располагаются на каждой из сторон головы, клиновидный родничок — немного спереди (между клиновидной, теменной, височной и лобной костями), а сосцевидный родничок — немного сзади (между височной, теменной и затылочной костями).

## Закрытие родничка

### У людей
У человека последовательность закрытия родничков следующая:
1. Задний — в течение 6 месяцев после родов,
2. Клиновидный — сразу после рождения 1-2 месяца,
3. Сосцевидный — сразу после рождения 1-2 месяца,
4. Передний — в течение двух лет.

### У других приматов
У обезьян передний родничок закрывается вскоре после рождения, так, у шимпанзе полное закрытие переднего родничка происходит к трёхмесячному возрасту.

### У собак
Обычно у собак родничок закрывается сразу после родов. Однако одной из самых серьёзных проблем, с которыми сталкиваются ветеринары, является «открытый родничок». Эта патология часто является симптомом гидроцефалии, поскольку избыток спинномозговой жидкости мешает нормальному сращиванию костей черепа. Часто череп таких собак принимает башнеобразную форму, и родничок отчётливо прощупывается.

## Нормальное развитие
Роднички могут пульсировать, это является нормой. Из-за этой пульсации родничок в некоторых европейских языках называется «фонтанчиком» (например, англ. fontanelle). Часто родители волнуются, что ребёнок может получить травму через мягкий родничок, однако эти опасения безосновательны, поскольку соединительная ткань, несмотря на мягкость, очень прочна. Через родничок новорождённому можно делать ультразвуковое исследование мозга. После закрытия родничков это становится невозможным, так как кости черепа представляют собой мощный акустический барьер.

## Патологии

### Вздутый родничок
Очень тугой или вздутый родничок часто является симптомом высокого внутричерепного давления, что, в свою очередь, является признаком следующих заболеваний:
- Энцефалит
- Гидроцефалия
- Менингит

### Запавший родничок
Запавший родничок возможен при недоедании или обезвоживании.

### Увеличенный родничок
Увеличение или позднее закрытие родничка возможно по следующим причинам:
- Синдром Дауна
- Гидроцефалия
- Задержка внутриутробного развития
- Преждевременные роды
- Ахондроплазия
- Синдром Аперта
- Ключично-черепной дизостоз
- Врождённый гипотиреоз
- Несовершенный остеогенез
- Рахит

## Галерея
- Родничок.
- Большой родничок.
- Черепные швы, вид сверху.